# Vreedzame kernexplosie
Een vreedzame kernexplosie (ook bekend als PNE, van het Engelse Peaceful nuclear explosion) is een kernexplosie die wordt gebruikt voor niet-militaire doeleinden, maar voor andere toepassingen. Deze toepassingen variëren van het maken van kanalen tot het opblazen van rotsen voor de aanleg van wegen, het creëren van kunstmatige havens, het opschudden van gas- en olievelden
Zowel de Verenigde Staten als de Sovjet-Unie hebben tijdens de Koude Oorlog de mogelijkheden van vreedzame kernexplosies onderzocht en uitgeprobeerd. Beide legden hun activiteiten echter vrijwel stil na de komst van het verdrag omtrent vreedzame kernexplosies in 1976.

## Verdrag
In 1976 werd een verdrag opgesteld omtrent vreedzame kernexplosies, het PNE-verdrag. Landen die dit verdrag tekenen beloofden voortaan:
- Geen individuele kernexplosies met een yield (kernwapen uitstoot) van meer dan 150 kiloton uit te voeren.
- Geen groepsexplosies met een gezamenlijke yield van meer dan 1500 kiloton uit te voeren.
- Geen groepsexplosies met een gezamenlijke yield van meer dan 150 kiloton uit te voeren, tenzij de kracht van elk van de individuele explosies kon worden geïdentificeerd en gemeten.

De landen die ondertekenden beloofden ook nogmaals in te stemmen met het Nuclear Test Ban-verdrag van 1963. Wel bleef het deelnemende landen toegestaan om kernexplosies te gebruiken voor vreedzame doeleinden binnen het territorium van een ander land indien dit werd verzocht.
Het protocol van het PNE-verdrag bevat specifieke voorwaarden om te zorgen dat geen voorwaarden uit het in 1974 getekende Threshold Test Ban Treaty konden worden omzeild of geschonden via vreedzame kernexplosies.

## Gebruik van vreedzame kernexplosies

### Verenigde Staten

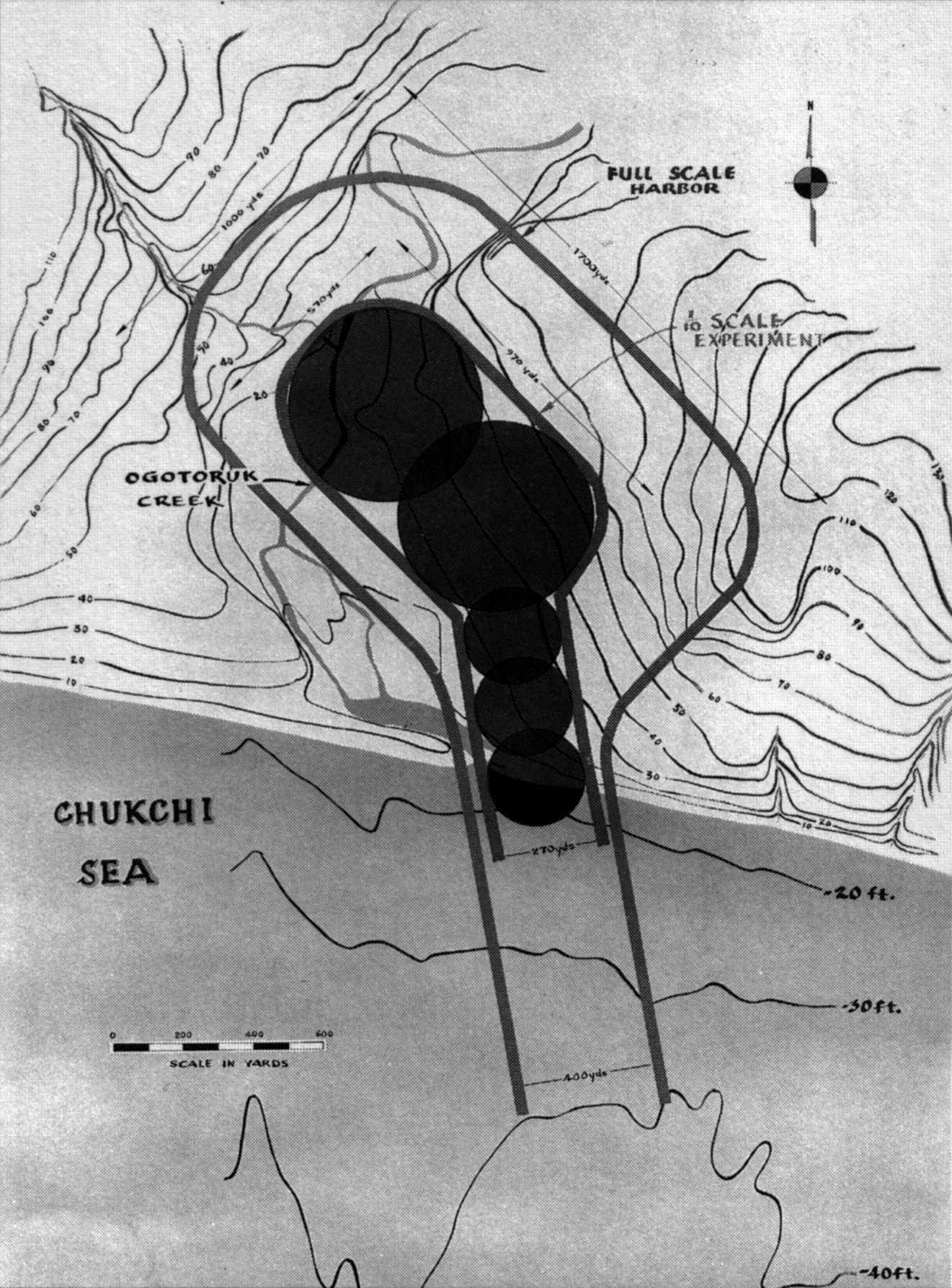
Schematische weergave van operation plowshare.

Operation Plowshare was een project van de Verenigde Staten in het kader van vreedzame kernexplosies. Voor dit project werden tussen 1961 en 1973 28 kernexplosies uitgevoerd. Een van deze explosies leidde in 1962 onder andere tot de Sedankrater, de grootste door mensen gemaakte krater ter wereld.
Een ander project, onderdeel van Operation Plowshare, was operation Chariot. Hierbij zouden meerdere waterstofbommen worden ingezet om een kunstmatige haven te maken bij Cape Thompson, Alaska. Dit plan werd echter afgeblazen uit angst voor het welzijn van de lokale bevolking. De risico’s en kosten wogen niet op tegen het voordeel dat de haven zou bieden. Er waren ook plannen om vreedzame kernexplosies te gebruiken voor het graven van een tweede Panamakanaal.
De zogenaamde "Gas Buggy" site, die zich ten oosten van Farmington bevindt, bevat nog steeds radioactiviteit als gevolg van een enkele kernexplosie in 1967.
In totaal staken de Verenigde Staten 770 miljoen dollar in het onderzoek naar vreedzame kernexplosies, alvorens het project in 1977 af te blazen.

### Sovjet-Unie
De Sovjet-Unie hanteerde een groter programma dan de Verenigde Staten. Zij voerden in totaal 239 nucleaire testen uit tussen 1965 en 1988. Een van de programma’s van de Sovjets was “nucleaire explosies voor de nationale economie”. De resultaten van dit project waren vergelijkbaar met die van het Amerikaanse project.
De bekendste vreedzame kernexplosie van de Sovjets was de Chagan-test in januari 1965, die werd gebruikt om een dam te leggen in de rivier Semipalatinsk. De radioactiviteit van deze kernexplosie was tot in Japan meetbaar. De dam die ontstond door de explosie leidde tot de vorming van het Chaganmeer.
Daar waar de Verenigde Staten inmiddels gestopt zijn met het uitvoeren van vreedzame kernexplosies, zijn er in het hedendaagse Rusland plannen om het project voort te zetten. Zo zouden de explosies bruikbaar zijn om grote branden bij gas- en olievelden te doven.

### Andere landen
Duitsland had een tijdje plannen om kernbommen te maken voor onder andere de bouw en aanleg van wegen.
Begin jaren 70 werd er onderzoek gedaan naar de mogelijkheden om een kanaal aan te leggen van de Middellandse Zee naar de Qattara-depressie met behulp van kernexplosies. Dit project zou gebruikmaken van 213 kernbommen met een yield van 1 tot 1.5 megaton.
De Smiling Buddha, de eerste kernexplosie uitgevoerd door India, werd door de Indische overheid omschreven als een vreedzame kernexplosie. Veel landen zien het echter als een test voor een potentieel wapen.
China heeft ook nucleaire testen uitgevoerd, maar tot nu toe nog niets vermeld over het feit of enkele hiervan vreedzame kernexplosies waren.

## Ruimtereizen
Kernexplosies zijn ook al onderzocht als mogelijk middel voor het voortstuwen van ruimteschepen. Het bekendste project op dit gebied was Project Orion.